# Harold Druken
Harold Druken (* 26. Januar 1979 in St. John’s, Neufundland und Labrador) ist ein ehemaliger kanadischer Eishockeyspieler, der im Verlauf seiner aktiven Karriere zwischen 1996 und 2010 unter anderem 150 Spiele für die Vancouver Canucks, Carolina Hurricanes und Toronto Maple Leafs in der National Hockey League auf der Position des Centers bestritten hat.

## Karriere
Druken verbrachte seine Juniorenzeit zwischen 1996 und 1999 im Franchise der Plymouth Whalers in der Ontario Hockey League, nachdem er zuvor als Kanadier an der Noble and Greenough School im US-amerikanischen Dedham im Bundesstaat Massachusetts zur High School gegangen war. Nach der Auswahl in der OHL Priority Selection war der Mittelstürmer dann zunächst zu den Detroit Whalers gewechselt, die im Sommer 1997 von Detroit nach Plymouth umgesiedelt wurden. In Diensten der Whalers verbrachte Druken drei erfolgreiche Jahre, in denen er im NHL Entry Draft 1997 bereits in der zweiten Runde an 36. Stelle von den Vancouver Canucks aus der National Hockey League ausgewählt worden war. Im Verlauf der drei Spielzeiten steigerte er sich von 58 Scorerpunkten in seinem Rookiejahr über 82 bis hinzu 103. Dabei war er in seinem letzten Jahr mit 58 Treffern sogar Torschützenkönig und wurde ins Second All-Star Team der Liga gewählt.
Von den Junioren wechselte Druken im Sommer 1999 in den Profibereich zu den Vancouver Canucks. Dort kam der Angreifer in den folgenden drei Jahren in der NHL zum Einsatz, verbrachte aber auch immer wieder Zeit in der American Hockey League und International Hockey League bei Vancouvers Farmteams, den Syracuse Crunch, Kansas City Blades und Manitoba Moose. Insbesondere seine Schwächen in der Defensive verhinderten, eine frühzeitige Etablierung in der NHL. Zum Beginn der Saison 2002/03 wurde Druken gemeinsam mit dem Tschechen Jan Hlaváč zu den Carolina Hurricanes transferiert, während diese im Gegenzug Darren Langdon und Marek Malík nach Vancouver abgaben.
Der Center bestritt zunächst zehn Spiele für die Hurricanes, ehe die Spielzeit in einer Odyssee endete. Nach nur einem Monat in Carolina wurde er im Dezember 2002 auf die Waiver (NHL)-Liste gesetzt, von wo ihn die Toronto Maple Leafs auswählten. Dort verbrachte er einige Spiele sowohl in der NHL als auch bei deren Kooperationspartner St. John’s Maple Leafs aus seiner Geburtsstadt, ehe er sich erneut auf dem Waiver wiederfand. Die Carolina Hurricanes holten ihn von dort im Januar 2003 zurück, setzten ihn nach vier weiteren NHL-Spielen aber bis zum Saisonende ausschließlich in der AHL bei den Lowell Lock Monsters. Im Mai 2003 entschieden sich die Toronto Maple Leafs aber zu einer Rückholaktion, indem sie Allan Rourke gegen Druken eintauschten. Die folgenden zwei Spieljahre verbrachte der Offensivspieler bei den St. John’s Maple Leafs in der NHL und fügte seiner Vita nur weitere neun NHL-Einsätze für Toronto hinzu.
Im Sommer 2005 verließ Druken den nordamerikanischen Kontinent und wagte seiner Karriere in Europa neuen Schwung zu verleihen. Er schloss sich dem EHC Basel aus der Schweizer Nationalliga A an, bestritt für den Klub im Saisonverlauf verletzungsbedingt allerdings nur 18 Partien, in denen er zehnmal punktete. Im Sommer 2006 kehrte er wieder in seine Heimatprovinz zurück und pausierte zwei Jahre. Zwischen 2008 und 2010 spielte Druken dann noch einmal in der West Coast Senior Hockey League für die Deer Lake Red Wings, ehe er sich 31-jährig vollends aus dem Profisport zurückzog.

### International
Für sein Heimatland nahm Druken im Juniorenalter an der U20-Junioren-Weltmeisterschaft 1999 im heimischen Kanada teil. Dabei gewann er mit den Ahornblättern nach einer 2:3-Finalniederlage gegen Russland die Silbermedaille. Zum Gewinn des Edelmetalls steuerte der Stürmer in sieben Turniereinsätzen zwei Scorerpunkte, darunter ein Tor, bei.

## Erfolge und Auszeichnungen
| - 1997 OHL First All-Rookie-Team - 1999 Bester Torschütze der OHL - 1999 OHL Second All-Star Team | - 2000 Teilnahme am AHL All-Star Classic - 2000 AHL All-Rookie Team |

### International
- 1999 Silbermedaille bei der U20-Junioren-Weltmeisterschaft

## Karrierestatistik

### International
Vertrat Kanada bei:
- U20-Junioren-Weltmeisterschaft 1999

(Legende zur Spielerstatistik: Sp oder GP = absolvierte Spiele; T oder G = erzielte Tore; V oder A = erzielte Assists; Pkt oder Pts = erzielte Scorerpunkte; SM oder PIM = erhaltene Strafminuten; +/− = Plus/Minus-Bilanz; PP = erzielte Überzahltore; SH = erzielte Unterzahltore; GW = erzielte Siegtore; 1 Play-downs/Relegation; Kursiv: Statistik nicht vollständig)